# Ludwig von Löhner
Ludwig von Löhner (24. září 1812 Roztoky – 7. května 1852 Marseille) byl český a rakouský politik německé národnosti, během revolučního roku 1848 poslanec Říšského sněmu; představitel liberální levice a jeden z předáků německého národního hnutí v českých zemích.

## Biografie
Jeho otcem byl národohospodář Josef von Löhner, syn Hermann von Löhner byl literárním historikem. Ludwig studoval na Karlo-Ferdinandově univerzitě v Praze práva. Školu ale opustil po konfliktu s profesorem kanonického práva Josefem Helfertem. Pak studoval ve Vídni a v severoitalské Pavii lékařství (podle jiného zdroje studoval lékařství na univerzitách ve Vídni a Praze). Po smrti otce roku 1836 strávil kratší dobu na zděděném rodovém statku. Od roku 1840 pak působil na praxi ve vídeňské všeobecné nemocnici. Od mládí literárně působil. Již za studentských časů publikoval básně pod pseudonymem Ludwig Rohland. Jeho dílo vyšlo v roce 1848 pod jménem Morajn v Berlíně. Byl veřejně aktivní. V říjnu 1847 měl v právnickém čtenářském spolku přednášku o politických změnách ve střední Evropě.
Během revolučního roku 1848 se pak zapojil do politického dění. Už 1. března po zprávách o revoluci ve Francii, vyzýval ke spojení mezi měšťanstvem a stavy s cílem změny starého režimu. 13. března měl radikální přednášku pro vídeňské lékaře. Když do Vídně dorazila druhá deputace z Prahy s požadavky na výraznější autonomii Čech, začal se Löhner angažovat v proněmeckých kruzích a založil počátkem dubna 1848 ve Vídni Verein der Deutschen aus Böhmen, Mähren und Schlesien zur Aufrechterhaltung ihrer Nationalität (Spolek Němců z Čech, Moravy a Slezska pro zachování jejich národnosti). Organizace si kladla za cíl odmítat čechizační tendence a podporovala účast německých obyvatel českých zemí na celoněmeckém sjednocovacím procesu. Brzy měla 74 místních poboček. 9. dubna 1848 spolek předal ministru Franzi von Pillersdorfovi pamětní spis, ve kterém odmítal vyčleňování českých zemí z Rakouska a omezování jazykových práv etnických Němců. Koncem června 1848 pak Löhner rozšířil záběr svého spolku na celou monarchii (Verein der Deutschen in Österreich). Stal se jedním z předáků německého liberálního směru. Podporoval začlenění Rakouska (bez Uherska) do demokratického německého státu. 26. srpna 1848 se z jeho iniciativy konal v Teplicích německý sjezd.
V roce 1848 ho město Rumburk zvolilo za poslance celoněmeckého Frankfurtského parlamentu. Ve volbách roku 1848 byl zvolen také na rakouský ústavodárný Říšský sněm. Zastupoval volební obvod Žatec. Uvádí se jako doktor medicíny, statkář. Patřil ke sněmovní levici. Vynikal jako parlamentní řečník a pravidelně se slovně utkával s předáky českých a polských poslanců. V rozpravě na sněmu v létě 1848 navrhl výrazně radikální odklon od feudálních tradic, který předpokládal nejen zrušení poddanství a roboty, ale i zrušení šlechtických práv a titulů. Nebyl ale schválen. V září 1848 inicioval jménem liberální levice vyslovení nedůvěry vládě, ale sněmovní pravice (včetně českých poslanců) návrh odmítla. Velké emoce pak provázely jednání o návrhu, zda vpustit na jednání sněmu delegaci z Uherska, což německá levice podporovala, Češi odmítali.
V říjnu 1848 se během revoluce ve Vídni snažil marně o zprostředkování s představiteli ministerstva. Po porážce revoluce ve Vídni byla jeho pozice oslabena a v čele německé liberální levice ho nahradil v parlamentu Franz Schuselka. S tím, jak se od konce roku 1848 dostávalo revoluční hnutí do defenzívy, se postupně sbližoval s představiteli slovanských národních hnutí. Poté, co se Říšský sněm kvůli vypuknutí revoluce ve Vídni přesunul do Kroměříže, souhlasil s projektem rakouské etnické federace navrhované Františkem Palackým a Slovincem Matijou Kavčičem (spolkový stát založený na etnicky definovaných územních celcích, se samostatným územím rakouských Němců, Čechů, Slovinců, Italů a Poláků). Podobný návrh publikoval anonymně v listu Brünner Zeitung již 28. listopadu 1848 (Programm einiger Reichstags-Deputierten zur Konstitutierung des österreichischen Staates).
Od počátku roku 1849 se kvůli nemoci zcela stahoval z aktivní politiky. Ještě před rozpuštěním sněmu odcestoval do Frankfurtu, kde se chtěl informovat o vývoji celoněmeckého politického hnutí. Do Vídně se vrátil na podzim 1849 jako zlomený muž. Roku 1851 nastoupil na zdravotní pobyt v Itálii, kde si měl vyléčit nemocné plíce. Pobýval v Pise a Nice a nakonec v Marseille, kde na jaře 1852 v osamění zemřel.